# 鎌田元一
鎌田 元一（かまだ もとかず、1947年1月19日 - 2007年2月2日）は、日本の歴史学者。元京都大学文学部教授。

## 経歴
1947年、大阪府大阪市で生まれた。京都大学文学部史学科に入学し、国史学専攻で岸俊男に師事した。1969年3月に同大学を卒業。京都大学大学院文学研究科に進学し、1974年12月に博士課程を単位取得退学。
同1974年12月、富山大学文理学部講師に就いた。1977年4月に同助教授に昇格し、学部改称に伴い5月からは人文学部助教授。1983年4月、京都大学文学部史学科助教授に転じ、国史学講座を担当した。1994年4月、同教授に昇格。1996年4月、同大学大学院文学研究科教授（歴史文化学専攻）。2002年、学位論文『律令公民制の研究』を京都大学に提出して文学博士号を取得。
2007年2月、肺癌のため現職のまま死去した。

## 受賞
- 2002年：『律令公民制の研究』により角川源義賞を受賞。

## 研究内容・業績
専門は、日本古代史。主に律令制の研究に取り組んだ。

## 著作
著書
- 『律令公民制の研究』塙書房 2001
- 『律令国家史の研究』塙書房 2008